# Juan Pedro Pina
Juan Pedro Pina Martínez (Murcia, España, 29 de junio de 1985) es un futbolista español que ocupa la posición de defensa en las filas del Orihuela Club de Fútbol. Ha sido internacional con las selecciones españolas en las categorías sub-15 y sub-16.

## Trayectoria
En época juvenil recala en las filas del Club Atlético de Madrid, pero pronto retorna a las categorías inferiores del Real Murcia C. F. Entre 2004 y 2008 milita en el filial murciano, y en la temporada 2007/08 debuta en la máxima categoría con el primer equipo, disputando tres encuentros.
De cara al siguiente curso, este futbolista pasó a Segunda División B, jugando en las filas del Sangonera Atlético C. F.. Afrontó 33 partidos y consiguió tres dianas. Mantuvo su rol importante en el equipo en la temporada 2009-2010, disputando 30 compromisos ligueros.
Estas buenas actuaciones le llevaron a reforzar al C. D. Alcoyano, del Grupo III de Segunda División B. En El Collao, Juan Pedro Pina vivió una campaña histórica, contribuyendo decisivamente al ascenso a Segunda División: jugó 35 partidos. Siguió en el equipo en la siguiente temporada, en la categoría de plata. No pudo evitar el descenso del equipo, jugando 23 encuentros.
La siguiente parada de su trayectoria estuvo en el UCAM Murcia C. F., con el que descendió en el Grupo IV de Segunda División B en la temporada 2012-2013. Tras esta experiencia con los universitarios, Juan Pedro Pina firmó por Doxa Katokopias.
Más tarde, firmaría por La Hoya Lorca CF, más tarde, reconvertido en Lorca FC , el que jugaría durante varias temporadas hasta que en la temporada 2016-2017, consiguió ascender con el brócoli mecánico a Segunda División de la mano de David Vidal. Jugó 33 encuentros en el histórico ascenso de los lorquinos. Después, la campaña 2017-18, jugó 25 partidos con el Lorca FC en la Liga 1,2,3, sin poder evitar el descenso del equipo. Tras el descenso del conjunto lorquino a Segunda B y tener el club problemas administrativos que le descenderían de categoría, el lateral firma con el Real Club Recreativo de Huelva del Grupo IV de la Segunda B.
En julio de 2019 se convierte en nuevo jugador del Orihuela CF.

## Clubes
| Club                 | País   | Temporada |
| -------------------- | ------ | --------- |
| Real Murcia Imperial | España | 2004–2005 |
| Real Murcia Imperial | España | 2005–2006 |
| Real Murcia Imperial | España | 2006–2007 |
| Real Murcia Imperial | España | 2007–2008 |
| Real Murcia          | España | 2007–2008 |
| Sangonera Atlético   | España | 2008–2009 |
| Sangonera Atlético   | España | 2009–2010 |
| CD Alcoyano          | España | 2010–2011 |
| CD Alcoyano          | España | 2011–2012 |
| UCAM Murcia CF       | España | 2012–2013 |
| Doxa Katokopias      | Chipre | 2015–2016 |
| La Hoya Lorca CF     | España | 2013–2014 |
| La Hoya Lorca CF     | España | 2014–2015 |
| La Hoya Lorca CF     | España | 2015–2016 |
| Lorca FC             | España | 2016–2017 |
| Lorca FC             | España | 2017–2018 |
| Recreativo de Huelva | España | 2018–2019 |
| Orihuela CF          | España | 2019–2020 |